# アリスター・エドワーズ
アリスター・エドワーズ（英語: Alistair Edwards、1968年6月21日 - ）は、オーストラリアの元サッカー選手、現サッカー指導者。元オーストラリア代表。選手時代のポジションはFW。主に1990年代のマレーシアリーグで活躍し、同リーグの得点王に輝いた経験を持っている。

## クラブ歴
南オーストラリア州ワイアラでスコットランド人の親から生まれた彼は幼い頃に西オーストラリア州のクイナナに転居、地元のユースクラブでU-18の同国のタイトルを取った。17歳で西オーストラリア州代表に選出され、その後キャンベラにあるFFAセンター・オブ・エクセレンスに加入した。その後、スコットランドのレンジャーズFCに加入し選手となったものの出場は無かった。オーストラリアに帰国し、シドニー・オリンピックFCに加入、1989年のオーストラリアン・ナショナルサッカーリーグのグランドファイナルで決勝点を挙げた。また同年から翌1990年にかけてはイングランドのブライトン・アンド・ホーヴ・アルビオンFCにレンタル移籍を経験した。
レンタル移籍から戻った彼はその1990年にシンガポールFAに加入、同年マレーシアリーグで得点王に輝いた。そしてジョホールFA、再びシンガポールFA、セランゴールFAと在籍した。
1994年から1996年にかけてはイングランドのミルウォールFCに在籍したものの、出場機会は少なく、1996年にシドニー・オリンピックFCに復帰した。その後1997年から1998年にかけて再びマレーシアに渡りサラワクFAに在籍した後、パース・グローリーFCに移籍、93試合24得点の結果を残して2004年に選手を引退した。

## 代表歴
1987年にはU-20代表として1987 FIFAワールドユース選手権に参加した。
1991年から1997年にかけてオーストラリア代表として出場した。19試合に出場し3得点の結果を残した。

## 監督歴
2004年には2004 FIFA U-19女子世界選手権に挑むオーストラリア女子U-19代表のアシスタントコーチに就任、その後AFC U-19女子選手権2006に挑む同代表の監督に就任し、アジアサッカー連盟加入以来初めてのFIFA U-20女子世界選手権出場権を獲得した。また2006 FIFA U-20女子世界選手権にも携わった。2006年から2009年にかけてはオーストラリアサッカー連盟の発展及び成績向上に関するコンサルタントに就任、日本やオランダ、フランス、イングランドと云った国々での才能の発見と促進についての指導法を調査し、同国の連盟の発展に寄与する職務に当たった。2008年にはポール・オコン、アレックス・トビンと共に初回のオーストラリアサッカー連盟エリートコーチ・デベロップメント・スカラーシップを受けた。
その資格の一部としてオランダではAZアルクマールでルイス・ファン・ハール、フィテッセではハンス・ウェステルホフと過ごした。オランダから帰国すると2008 AFF女子選手権に帯同し同杯で優勝を飾った。彼はオーストラリアサッカー連盟のみならずアジアサッカー連盟でもアドバンスド・ライセンス・コーチ・インストラクターであり、オーストラリアサッカー連盟では先進的指導法の指導を受け持っている。2008年に彼はオーストラリア・スポーツ・コミッションでのエリートコーチ・デベロップメント・コースの指導者としての立場からカンボジアに招待された。2009年8月、オーストラリアサッカー連盟アシスタントテクニカルディレクターに就任、オランダのハン・ベルゲルと共に務めた。また、ユース年代代表のアシスタントコーチとしての役割はヤン・ヴェルスライエンと共に務めた。
2013年2月にはイアン・ファーガソンの解任に伴ってAリーグの2012-13シーズンの残りを代理監督として務める事になり、最下位からファイナルの枠に入るまでに成績を上げた.。その後3年契約で同クラブの監督に就任。2013年12月17日には一部の選手との不和を理由にオーナーから解雇させられた。報じられたところによるとジェイコブ・バーンズを始めとする年長の選手は、エドワーズの息子であるキャメロン・エドワーズ、ライアン・エドワーズを含めた若手選手を起用する方針にエドワーズが従っている事によって、自分達が常にベンチに置かれている事に対して不満を抱いていたと云う。
2015年1月からはマレーシアFAMリーグのレアル・ムリアFCの監督に就任した。

## 私生活
パース・グローリーFC在籍中にエディス・コーワン大学でMBAを取得、コークバーン市議会にも2002年から2006年にかけて議席を有していた。
選手引退後はスポーツ発展に関する数々の役割を引き受けている。西オーストラリア州スポーツ・レクレーション省のスポーツコンサルタントを2002年から2005年にかけて引き受けた他、サッカーの発展に広く寄与している。また、パースのFMではAリーグのコメンテーターを務めている。
2014年6月より、シンガポールのミオTVでサッカー解説者を務めている。

## 個人成績

### 選手
代表での得点一覧
| # | 日附          | 場所                                         | 対戦相手     | 得点 | 結果 | 大会                   |
| - | ------------- | -------------------------------------------- | ------------ | ---- | ---- | ---------------------- |
| 1 | 1992年1月29日 | アデレード・ハインドマーシュ・スタジアム     | スウェーデン | 1-0  | 1-0  | 親善試合               |
| 2 | 1992年8月14日 | ジャカルタ・ゲロラ・ブン・カルノ・スタジアム | インドネシア | 0-3  | 0-3  | インドネシア独立杯1992 |
| 3 | 1997年1月22日 | ブリズベン・サンコープ・スタジアム           | 韓国         | 2-0  | 2-1  | 親善試合               |

### 監督
2013年11月19日現在
| クラブ                     | 国                 | 就任日        | 退任日         | 戦績 | 戦績 | 戦績 | 戦績 | 戦績   |
| クラブ                     | 国                 | 就任日        | 退任日         | 得   | 勝   | 分   | 敗   | 勝率   |
| -------------------------- | ------------------ | ------------- | -------------- | ---- | ---- | ---- | ---- | ------ |
| パース・グローリーFC(代理) | オーストラリアの旗 | 2013年2月11日 | 2013年3月21日  | 8    | 4    | 1    | 3    | 050.00 |
| パース・グローリーFC       | オーストラリアの旗 | 2013年3月21日 | 2013年12月17日 | 11   | 3    | 4    | 4    | 027.27 |
| 計                         | 計                 | 計            | 計             | 19   | 7    | 5    | 7    | 036.84 |

## タイトル

### クラブ
シドニー・オリンピックFC
- オーストラリアン・ナショナルサッカーリーグ: 1989-90

ジョホールFA
- マレーシア・スーパーリーグ: 1991
- マレーシアカップ: 1991

サラワクFA
- マレーシア・スーパーリーグ: 1997

### 個人
- マレーシア・スーパーリーグ得点王: 1990(13得点)